# L'Auberge ensorcelée
 (juillet 2025).
Pour plus de détails, voir Fiche technique et Distribution.
L'Auberge ensorcelée est un film français de Georges Méliès, sorti en 1897.

## Synopsis
Un homme barbu s'installe dans la chambre d'une auberge. Alors qu'il a le dos tourné, ses bagages disparaissent, puis son chapeau entreprend de ramper dans tous les sens. Ensuite, la bougie change de place à mesure qu'il essaie de l'allumer et finit par exploser. Le manteau s'envole, la chaise sur laquelle il s'apprête à s'asseoir disparaît ainsi qu'une commode. Une autre chaise se met à danser, alors que ses bottes s'enfuient. Enfin, son pantalon monte dans les airs, le lit disparaît et, terrifié, le pauvre homme s'enfuit de la chambre.

## Fiche technique
- Titre original : L'Auberge ensorcelée
- Réalisation : Georges Méliès
- Scénario : Georges Méliès
- Production : Georges Méliès
- Société de distribution : Star Film
- Pays de production :  France
- Format : noir et blanc — 35 mm — 1,37:1 — Muet
- Genre : film fantastique
- Durée : 2 minutes

## Distribution
- Le client : Georges Méliès